# 山城夢
《山城夢》是大愛電視台「大愛真實人生劇場系列」，全劇共4集，於2002年7月25日至2002年8月17日在大愛電視《大愛劇場》時段（台灣時間週一至周五8:00）播放。劇中以1997年8月13日，溫妮颱風登陸台灣，對於林肯大郡所造成的災情為背景，以慈濟志工黃明輝在災難發生時與社區其他慈濟志工進入災區救人，直到救難大隊來接手為止。

## 演員列表
- 黃建群 飾演 黃明輝
- 林國印 飾演 施秋煌
- 李雅婷 飾演 陳琇真
- 王中皇 飾演
- 高欣欣 飾演
- 六月 飾演 售屋中心小姐